# Familiant
Familiant (z latinského familia, popř. německého Familie, tj. rodina) je poněkud zastaralé označení hlavy rodiny, popřípadě takového člena rodiny, na kterého jsou vztažena práva, jimiž rodina disponuje (často dědičně).
V pozdním feudalismu se slovem familiant označoval dědičný nájemce dílu panské půdy (též označovaného jako familie), který vznikl v 18. století (za raabizace) rozdělením panských statků na malé části, jež byly dány jednotlivým rodinám do dědičného nájmu.
V době platnosti tzv. familiantského zákona byli slovem familiant označováni též příslušníci židovských ghett, kteří měli právo se oženit a založit rodinu.